# Championnat d'Espagne de football de deuxième division 2009-2010
 (avril 2021).
Si vous disposez d'ouvrages ou d'articles de référence ou si vous connaissez des sites web de qualité traitant du thème abordé ici, merci de compléter l'article en donnant les références utiles à sa vérifiabilité et en les liant à la section « Notes et références ».
Navigation
Saison précédente Saison suivante
La saison 2009-2010 de Liga Adelante est la soixante-dix-neuvième édition de la seconde division espagnole.
Les vingt-deux clubs participants au championnat vont être confrontés à deux reprises aux vingt-un autres.
À la fin de la saison, les trois premiers sont promus en Liga BBVA.
Les quatre derniers sont quant à eux relégués en Segunda B.

## Compétition

### Classement
Le classement est établi sur le barème de points classique (victoire à 3 points, match nul à 1, défaite à 0).
Pour départager les égalités, on tient d'abord compte de la différence de buts particulière, puis la différence de buts générale, puis le nombre de buts marqués et enfin si la qualification ou relégation est en jeu, les deux équipes jouent une rencontre d'appui sur terrain neutre.
Le classement final de la saison est
| Rang | Équipe                 | Pts | J  | G  | N  | P  | Bp | Bc | Diff |
| ---- | ---------------------- | --- | -- | -- | -- | -- | -- | -- | ---- |
| 1    | Real Sociedad          | 74  | 42 | 20 | 14 | 8  | 53 | 37 | +16  |
| 2    | Hercules de Alicante   | 71  | 42 | 19 | 14 | 9  | 61 | 34 | +27  |
| 3    | Levante UD             | 71  | 42 | 19 | 14 | 9  | 63 | 45 | +18  |
| 4    | Real Betis R           | 71  | 42 | 19 | 14 | 9  | 61 | 38 | +23  |
| 5    | FC Cartagena P         | 65  | 42 | 18 | 11 | 13 | 58 | 49 | +9   |
| 6    | Elche CF               | 63  | 42 | 18 | 9  | 15 | 67 | 57 | +10  |
| 7    | Villarreal CF B P      | 61  | 42 | 16 | 13 | 13 | 60 | 56 | +4   |
| 8    | CD Numancia R          | 59  | 42 | 16 | 11 | 15 | 55 | 53 | +2   |
| 9    | Recreativo de Huelva R | 57  | 42 | 14 | 15 | 13 | 40 | 42 | -2   |
| 10   | Córdoba CF             | 55  | 42 | 14 | 13 | 15 | 40 | 46 | -6   |
| 11   | Rayo Vallecano         | 53  | 42 | 13 | 14 | 15 | 67 | 58 | +9   |
| 12   | Celta de Vigo          | 52  | 42 | 13 | 13 | 16 | 38 | 44 | -6   |
| 13   | SD Huesca              | 52  | 42 | 12 | 16 | 14 | 36 | 40 | -4   |
| 14   | Girona FC              | 52  | 42 | 13 | 13 | 16 | 45 | 59 | -14  |
| 15   | Albacete Balompié      | 52  | 42 | 12 | 16 | 14 | 60 | 62 | -2   |
| 16   | UD Salamanque          | 52  | 42 | 13 | 13 | 16 | 44 | 54 | -10  |
| 17   | UD Las Palmas          | 51  | 42 | 12 | 15 | 15 | 49 | 49 | 0    |
| 18   | Gimnàstic Tarragone    | 51  | 42 | 14 | 9  | 19 | 42 | 55 | -13  |
| 19   | Cadix CF P             | 50  | 42 | 12 | 14 | 16 | 49 | 64 | -15  |
| 20   | Real Murcie            | 50  | 42 | 11 | 17 | 14 | 49 | 51 | -2   |
| 21   | Real Unión P           | 46  | 42 | 12 | 10 | 20 | 40 | 59 | -19  |
| 22   | CD Castellón           | 33  | 42 | 7  | 12 | 23 | 37 | 62 | -25  |

| Légende : Qualifications et relégations | Légende : Qualifications et relégations         |
| --------------------------------------- | ----------------------------------------------- |
|                                         | Promu en Liga BBVA                              |
|                                         | Relégué en Segunda División B                   |
|                                         | R : Relégué en 2008-2009 P : Promu en 2008-2009 |